# Panama Papers
Als Panama Papers [ˈpanaˌmaː ˈpeɪpəʳz] (deutsch Panama-Papiere) werden vertrauliche Unterlagen des panamaischen Offshore-Dienstleisters Mossack Fonseca bezeichnet, die infolge eines 2,6 Terabyte großen Datenlecks am 3. April 2016 an die Öffentlichkeit gelangten. Nach Einschätzung der beteiligten Medien belegen die Unterlagen legale Strategien der Steuervermeidung, aber auch Steuer- und Geldwäschedelikte, den Bruch von UN-Sanktionen sowie andere Straftaten durch Kunden von Mossack Fonseca. Die Enthüllungen haben in zahlreichen Ländern zu Ermittlungen gegen Politiker und andere Prominente geführt und öffentliche Debatten über Steuerschlupflöcher, Briefkastenfirmen, Steueroasen, Steuerdelikte und Steuermoral ausgelöst.
Bei den Dokumenten handelt es sich um rund 11,5 Millionen E-Mails, Briefe, Faxnachrichten, Gründungsurkunden, Kreditverträge, Rechnungen und Bankauszüge als PDF-, Text- sowie Bilddateien aus den Jahren 1977 bis 2016. Ein anonymer Whistleblower hatte sie 2015 zunächst dem deutschen Journalisten Bastian Obermayer von der Süddeutschen Zeitung zugespielt. Anschließend koordinierte das International Consortium of Investigative Journalists (ICIJ) die einjährige Datenauswertung und weitere Recherchen. Am 3. April 2016 präsentierten 109 Zeitungen, Fernsehstationen und Online-Medien in 76 Ländern gleichzeitig die ersten Ergebnisse. Für ihre Recherchen zu dieser Affäre erhielt das ICIJ 2017 den renommierten Pulitzer-Preis.

## Veröffentlichung

### Hintergrund

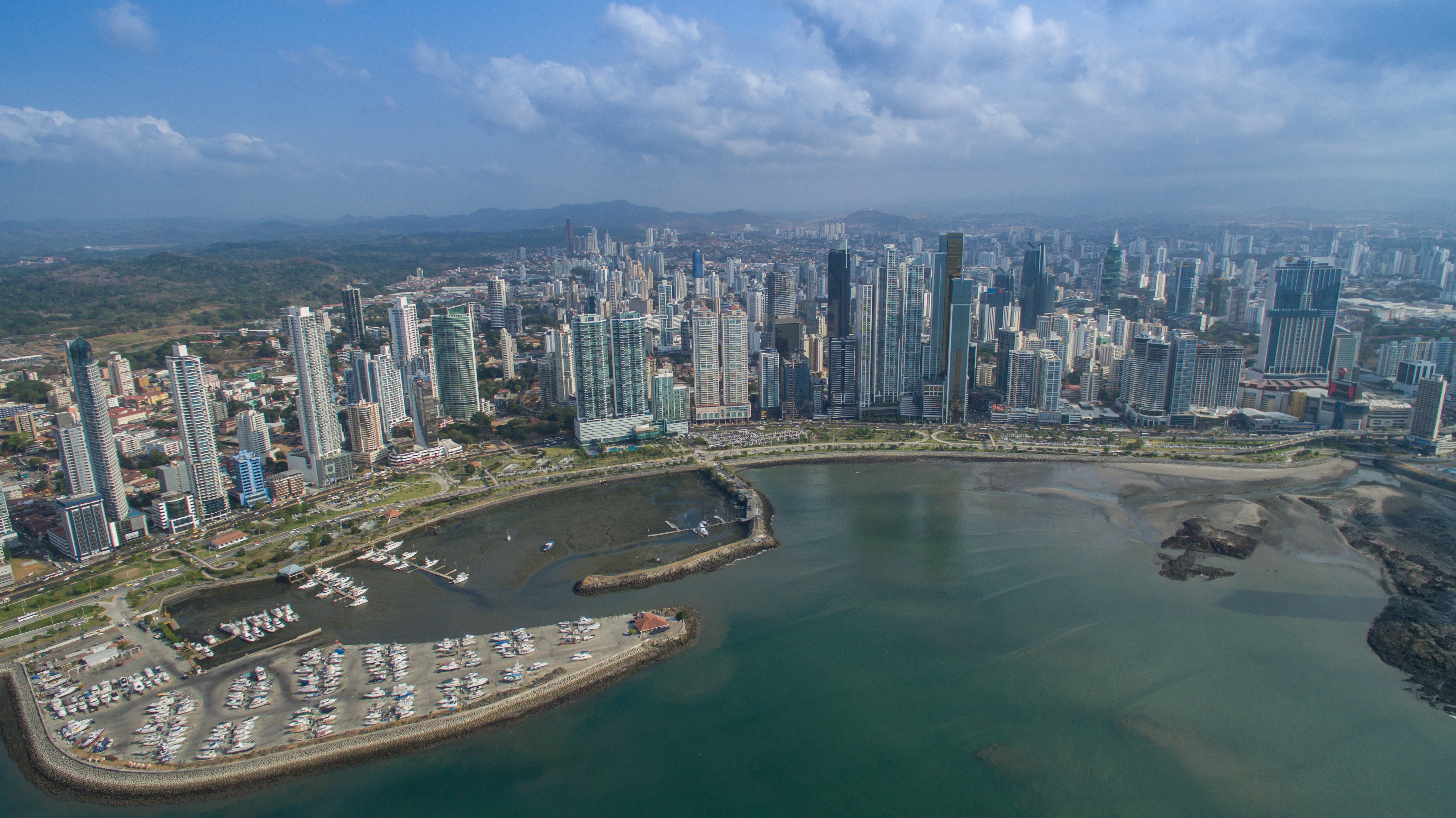
Das Bankenviertel in Panama-Stadt

Die Anwaltskanzlei Mossack Fonseca mit Hauptsitz in Panama-Stadt wurde von Jürgen Mossack sowie dem Autor und Anwalt Ramón Fonseca Mora gegründet und existierte von 1977 bis März 2018. Mit mehr als 500 Mitarbeitern sowie über 40 Niederlassungen und Partnerbüros in vielen Ländern war sie der viertgrößte Anbieter und Verwalter von Offshore-Firmen weltweit. Solche sogenannten Briefkastenfirmen können sowohl legalen Zwecken dienen wie der Anonymisierung von Vermögensverhältnissen oder der Steuervermeidung als auch illegalen wie der Steuerhinterziehung, der Geldwäsche oder der Umgehung von Sanktionen.
Wie aus den Panama Papers hervorgeht, half Mossack Fonseca mehr als 14.000 Klienten bei der Gründung von 214.488 Briefkastenfirmen in 21 Steueroasen rund um den Globus. Ihre Klienten konnten diesen Firmen Vermögenswerte übertragen und Finanztransaktionen über sie vornehmen. Sie mussten nicht als deren Eigentümer in Erscheinung treten, da die Kanzlei auf Wunsch eigene Mitarbeiter als nominelle Direktoren oder treuhänderische Verwalter stellte. Die Sachbearbeiter hatten einen direkten Draht zu Behörden, und die Anträge wurden teilweise im Dutzend übermittelt. Übersiedlungen von Gesellschaften (Redomiciliation), Re-Invoicing und Verwahrung von Unternehmensbüchern waren einfach möglich und sogar für das Rückdatieren von Verträgen gab es bei der Anwaltskanzlei Mossack Fonseca einen Tarif.

### Bekanntgewordene Inhalte der Dokumente
In den Panama Papers finden sich die Namen zahlreicher Prominenter aus aller Welt, etwa die von 143 Politikern, darunter frühere und noch amtierende Staats- und Regierungschefs. Auch Verwandte und Vertraute hochrangiger Politiker sowie etliche, in ihrem Finanzgebaren zu Transparenz verpflichtete Sportfunktionäre sind von der Veröffentlichung der Daten betroffen.
Daneben enthalten die Daten die Namen von Drogenschmugglern, Terroristen sowie von Firmen, die auf Sanktionslisten stehen. So sollen arabische Ölunternehmen über Offshore-Firmen Kerosin an die syrische Regierung unter Baschar al-Assad verkauft haben, die wegen des Bürgerkriegs in Syrien Ziel internationaler Sanktionen ist.
Nach einer ICIJ-Analyse haben über 500 Banken sowie deren Tochtergesellschaften und Niederlassungen rund 15.600 Briefkastenfirmen über Mossack Fonseca registriert, die britische HSBC und die mit ihr verbundenen Unternehmen allein 2300. Soweit bisher bekannt, haben folgende zehn Banken die meisten Offshore-Unternehmen für ihre Kunden gegründet:
| Sitz      | Bank                                                                | Anzahl Gründungen |
| --------- | ------------------------------------------------------------------- | ----------------- |
| Luxemburg | Experta Corporate & Trust Services (100-prozentige Tochter der BIL) | 1659              |
| Luxemburg | Banque J. Safra Sarasin – Luxembourg S.A.                           | 963               |
| Guernsey  | Credit Suisse Channel Islands Limited                               | 918               |
| Monaco    | HSBC Private Bank (Monaco) S.A.                                     | 778               |
| Schweiz   | HSBC Private Bank (Suisse) S.A.                                     | 733               |
| Schweiz   | UBS AG (Filiale Rue du Rhône in Genf)                               | 579               |
| Jersey    | Coutts & Co Trustees (Jersey) Limited                               | 487               |
| Luxemburg | Société Générale Bank & Trust Luxembourg                            | 465               |
| Luxemburg | Landsbanki Luxembourg S.A.                                          | 404               |
| Guernsey  | Rothschild Trust Guernsey Limited                                   | 378               |
| Spanien   | Banco Santander                                                     | 119               |
| Spanien   | BBVA                                                                | 19                |

### Primärdaten und ihre Aufbereitung
| Dateityp         | Anzahl Dokumente |
| ---------------- | ---------------- |
| E-Mails          | 4.804.618        |
| Datenbankformate | 3.047.306        |
| PDFs             | 2.154.264        |
| Bilder           | 1.117.026        |
| Textdokumente    | 329.166          |
| Sonstige         | 2.242            |

Bevor der anonyme Whistleblower unter dem Pseudonym John Doe die Süddeutsche Zeitung anschrieb, hatte er sich schon an mehrere Nachrichtenagenturen und WikiLeaks gewandt. Die Süddeutsche Zeitung war die erste Institution, die antwortete.
Am 9. Mai 2016 stellte das ICIJ eine Datenbank online, die Namen und Adressen von über 300.000 mithilfe von Mossack Fonseca gegründeten Briefkastenfirmen und Trusts sowie die ihrer Vermittler enthält und die einiger Tausend Anteilseigner. Die Original-Dokumente wurden dagegen nicht veröffentlicht.
Auch die Süddeutsche Zeitung (SZ) will weder die Originaldokumente veröffentlichen noch Strafverfolgungsbehörden die Rohdaten zur Verfügung stellen. Dies wird verschiedentlich kritisiert, unter anderem von WikiLeaks. Die SZ begründet ihr Vorgehen damit, dass sie nicht der verlängerte Arm der Staatsanwaltschaft oder der Steuerfahndung sei und die Ermittlungsbehörden bei entsprechendem Verdacht bereits jetzt die Möglichkeit hätten, die Unterlagen bei den Betroffenen zu beschlagnahmen. Zudem dürfen die Dokumente, da sie rechtswidrig erlangt wurden, in einigen Staaten nicht vor Gericht verwendet werden, würden die beteiligten Medien sie zugänglich machen. Unterlagen, die bei einer offiziellen Hausdurchsuchung bei Mossack Fonseca gefunden werden, unterliegen dieser Einschränkung dagegen nicht. Einige wenige Dokumente sind offenbar dennoch online gestellt worden.
Um die Dokumente durchsuchbar zu machen, benutzt die SZ die E-Discovery-Software Nuix, das auch internationale Ermittlungsbehörden verwenden.

### Beteiligte Medien
An der Recherche zu den Panama Papers und ihrer Aufbereitung für die Öffentlichkeit waren 376 Journalisten aus 76 Ländern beteiligt. Sie arbeiten u. a. für folgende Medien:
- Deutschland: Süddeutsche Zeitung, WDR, NDR (Rechercheverbund NDR, WDR und Süddeutsche Zeitung)
- Österreich: Falter, ORF
- Schweiz: SonntagsZeitung
- Argentinien: La Nación, Canal 13
- Belgien: Le Soir
- Dänemark: Politiken
- Frankreich: Le Monde, Premières Lignes
- Großbritannien: The Guardian, Panorama, BBC
- Indien: The Indian Express
- Irland: The Irish Times
- Israel: Haaretz
- Italien: Espresso
- Japan: Asahi Shimbun
- Kanada: CBC Radio One, Toronto Star
- Niederlande: Trouw, Het Financieele Dagblad
- Norwegen: Aftenposten
- Polen: Gazeta Wyborcza
- Portugal: Expresso, TVI
- Russland: Nowaja gaseta,[24] Wedomosti[25]
- Senegal: Ouestaf News
- Vereinigte Staaten: Die Zeitungsgruppe McClatchy mit Zeitungen wie The Miami Herald

## Gescheiterte Aufarbeitung in Panama
Die Regierung Panamas setzte noch im April 2016 eine Kommission aus sieben Finanzexperten ein, darunter vier Einheimische. Sie sollte laut Präsident Juan Carlos Varelabis zum Herbst des Jahres „[…] die bestehenden Praktiken überprüfen und Maßnahmen vorschlagen, […] um die Transparenz der Finanz- und Rechtssysteme zu verbessern.“ Anfang August 2016 verließen jedoch der Leiter des Gremiums, der US-amerikanisch Nobelpreisträger Joseph Stiglitz, und der Schweizer Antikorruptionsexperte Mark Pieth die Kommission aus Protest. Als Grund gaben sie an, die Regierung habe versucht, ihre Arbeit zu beschränken. Unter anderem sei sie nicht bereit, die Veröffentlichung des Abschlussberichts unabhängig vom Ergebnis zu garantieren. Laut Pieth habe die Kommission Hinweise auf Verbrechen gefunden, beispielsweise Geldwäsche durch Kinderprostitutionsringe.
Ramón Fonseca, Mitbegründer der Kanzlei Mossack Fonseca, war bis kurz vor Bekanntwerden des Skandals Berater des Präsidenten und Vize-Vorsitzender der Regierungspartei Partido Panameñista gewesen. Seine Kanzlei leitete ihrerseits rechtliche Schritte wegen der Veröffentlichung der Dokumente ein. Fonseca beteuerte, sein Unternehmen habe nie gegen Gesetze verstoßen, und bestritt, dass die Daten durch firmeninterne Whistleblower weitergegeben worden seien. Vielmehr sieht er sein Unternehmen als Opfer eines von ausländischen Servern verübten Hackerangriffs.
Am 10. Februar 2017 wurden Ramón Fonseca und Jürgen Mossack verhaftet. Sie sollen über ihre Kanzlei auch an einem brasilianischen Korruptionsnetzwerk um den Baukonzern Odebrecht beteiligt gewesen sein. Generalstaatsanwältin Kenia Porcell erhob schwere Vorwürfe gegen Mossack Fonseca: „Die Kanzlei ist anscheinend eine kriminelle Organisation, die Vermögen und Gelder zweifelhafter Herkunft versteckt“.
Im Februar 2024 begann in Panama-Stadt die erste Gerichtsverhandlung des Landes im Zusammenhang mit den Panama Papers. Darin warf die Staatsanwaltschaft 33 Verdächtigen Geldwäsche vor. Am 8. April 2024 begann der Gerichtsprozess gegen 27 Angeklagte. Am 28. Juni 2024 wurden alle mittlerweile 28 Angeklagten freigesprochen, da sich die Vorwürfe angeblich nicht ausreichend und schlüssig erhärten ließen. Das Strafverfahren gegen den im Mai verstorbenen Ramón Fonseca wurde eingestellt. Investigativjournalisten bezeichneten die Freisprüche als „absoluten Skandal“, da teilweise eindeutige Beweise, so im Fall von Geldern aus sexueller Ausbeutung von Kindern, vorgelegen hätten.

## Sachverhalte und Folgen in anderen Ländern

### Argentinien

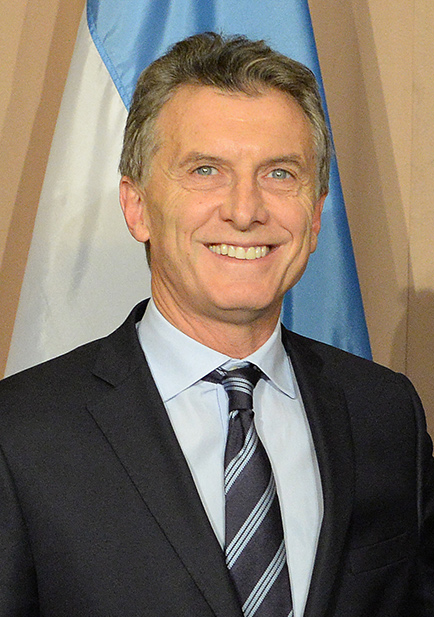
Präsident Macri (2016)

Mauricio Macri, der damalige Präsident von Argentinien, wird in den Panama Papers als Direktor der Fleg Trading Ltd. und der Kagemusha S.A. geführt, die sein Vater, der Großunternehmer Franco Macri, bis 2009 besessen hat. Dies hat er in seiner Amtszeit als Bürgermeister von Buenos Aires von Dezember 2007 bis 2015 nicht offengelegt. Ob er dazu verpflichtet war, ist unklar, da er kein eigenes Kapital an der Firma hielt. Nach einer Anzeige des Abgeordneten Norman Darío Martínez von der oppositionellen Frente para la Victoria leitete der Staatsanwalt Federico Delgado am 7. April 2016 ein Ermittlungsverfahren ein. Ermittlungsrichter ist Sebastián Casanello.

### China
Verwandte von mindestens acht hochrangigen Mitgliedern der Kommunistischen Partei Chinas, die zur Zeit der Veröffentlichung der Panama Papers oder früher einen Sitz im Ständigen Ausschuss des Politbüros hatten, werden in den Dokumenten namentlich erwähnt. Dazu gehören Deng Jiagui, der Schwager des Staats- und Parteichefs Xi Jinping und die Tochter des früheren Ministerpräsidenten Li Peng. Die staatliche Zensur Chinas wies die Nachrichtenseiten des Landes an, jede Erwähnung der Panama Papers zu unterbinden. BBC und CNN waren nach der Veröffentlichung nicht mehr zu empfangen und auch andere ausländische Websites wurden blockiert.

### Chile
Der Chef von Transparency International Chile, Gonzalo Delaveau, reichte am 4. April 2016 seinen Rücktritt ein. Delaveau wurde in den Panama Papers mit mindestens fünf Briefkastenfirmen in Verbindung gebracht. Der Rücktritt wurde vom Vorstand angenommen, wie die Organisation via Twitter mitteilte.

### Dänemark

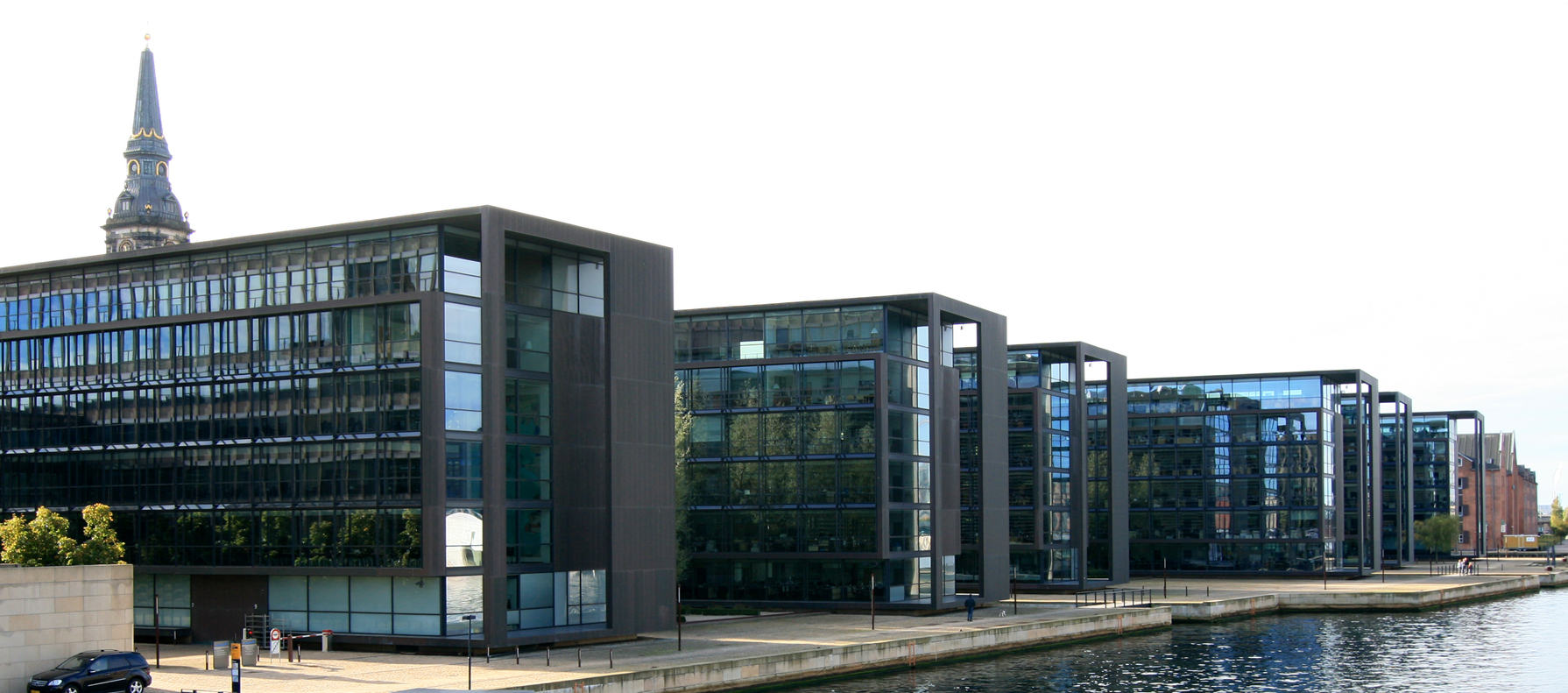
Nordea in Kopenhagen

Dänische Banken, vor allem Nordea mit Niederlassungen in Luxemburg, sind Großkunden von Mossack Fonseca. Die Kundschaft der Banken wiederum setzt sich heterogen zusammen. So besitzen auch Gärtnereibetriebe, Innenarchitekten und andere Kleinunternehmer Briefkastenfirmen in Panama. Die größte nordische Bank unterhält einige hundert Offshore-Firmen. Die Geschäfte mit Mossack Fonseca sollen schnellstmöglich abgewickelt und beendet werden. Zudem wurde eine interne Untersuchung angekündigt. Am 7. September 2016 wurde bekannt, dass die dänischen Behörden von einer anonymen Quelle Daten aus den Panama Papers erworben haben, die eingesetzt werden sollen, um gegen etwaige dänische Steuersünder zu ermitteln.

### Deutschland
Zu den Klienten der Kanzlei Mossack Fonseca gehören auch mehrere tausend Deutsche, die von mindestens 28 deutschen Banken vermittelt wurden. Eine solche Vermittlung durch Banken ist bei Offshore-Firmen üblich. Sechs der sieben großen deutschen Kreditinstitute arbeiten mit der Kanzlei zusammen. So hat Mossack Fonseca bis 2007 Kunden der Deutschen Bank dabei unterstützt, mehr als 400 solcher Gesellschaften zu gründen. Die Panama Papers nennen insgesamt mehr als 1200 Briefkastenfirmen, die mithilfe deutscher Banken gegründet wurden oder von ihnen verwaltet werden.
Besonders eng und über viele Jahre hat nach Recherchen von NDR, WDR und Süddeutscher Zeitung die Hamburger Privatbank Berenberg über eine Zürcher Tochtergesellschaft mit Mossack Fonseca zusammengearbeitet. In E-Mails an ihre Kunden hat die Kanzlei das Geldhaus immer wieder empfohlen, wenn es darum ging, schnell und effizient ein Konto für eine Briefkastenfirma zu eröffnen. Zu den Berenberg-Kunden gehören Geldwäscher für Drogenkartelle und paramilitärische Gruppen in Südamerika, die ukrainische Kaalbye-Gruppe und deren Chef Igor Urbansky, der im Verdacht steht, in Waffengeschäfte verwickelt gewesen zu sein, sowie ein Unternehmer, der Drogen und Waffen verschifft haben soll. Ein Siemens-Manager soll in der Schmiergeld-Affäre seines Unternehmens (s. o.), ein Berenberg-Konto genutzt haben, um Schwarzgeld zu verwalten und zu verteilen. Zu den Berenberg-Kunden gehörte auch der gebürtige Österreicher Martin Lustgarten, dem die US-Justiz vorwarf, über ein Geflecht von Briefkastenfirmen bis zu 100 Millionen US-Dollar für Drogenkartelle in Mexiko und Kolumbien sowie für paramilitärische Gruppierungen gewaschen zu haben. Ein Strafprozess scheiterte, da andere Staaten nicht kooperierten. Bereits 2013 hatten zwei Mitarbeiterinnen der Compliance-Abteilung von Berenberg die Bank selbst sowie die Bundesanstalt für Finanzdienstleistungsaufsicht (Bafin) vor zahlreichen Risiko-Konten gewarnt. Sie wurden nach eigener Aussage zunächst isoliert und wenig später entlassen. Am 11. April 2016 trat der Vorstand und persönlich haftende Gesellschafter der Berenberg-Bank, Hans-Walter Peters, das Amt des Präsidenten des Bundesverbands Deutscher Banken an.
Das Industrieunternehmen Siemens hat nach Veröffentlichung der Panama Papers bei der Münchner Staatsanwaltschaft Strafanzeige gegen Unbekannt eingereicht. Das Unternehmen hofft, weitere Sachverhalte im Zusammenhang mit dem eigenen Schmiergeldskandal aufklären zu können. 2006 war bekannt geworden, dass bei Siemens ein System Schwarzer Kassen existierte, über das rund 1,3 Milliarden Euro Schmiergeld geflossen sein sollen, um Aufträge im Ausland zu erlangen.
Die im Jahr 2000 privatisierte Bundesdruckerei tätigte 2007 mit der von Mossack Fonseca gegründeten Briefkastenfirma „Billingsley Global Corporation“ Geschäfte in Venezuela. Ein Whistleblower hatte sich 2012 und 2013 an den Aufsichtsrat der – zwischenzeitlich wieder in Staatsbesitz überführten – Bundesdruckerei gewandt, um diesen über Unregelmäßigkeiten zu unterrichten. Der damalige Bundesfinanzminister Wolfgang Schäuble und sein Staatssekretär Werner Gatzer verweigerten den Kontakt mit dem Whistleblower, nachdem dieser die Bundesdruckerei verklagt hatte. Bei zahlreichen internen wie externen Untersuchungen wurden keine Gesetzesverstöße festgestellt.
Der deutsche Privatagent Werner Mauss, der auch schon von Bundesnachrichtendienst und Bundeskriminalamt eingesetzt wurde, führt oder führte über die Kanzlei Mossack Fonseca ein Dutzend Briefkastengesellschaften. Gegenüber der ermittelnden Staatsanwaltschaft Bochum bestritt Mauss den Vorwurf der Steuerhinterziehung.
Mercedes-Benz sicherte sich die Dienste von Nico Rosberg über die Briefkastenfirma „Ambitious Group Limited“ auf den Britischen Jungferninseln. Diese ist wiederum im Besitz zweier Firmen auf der Kanalinsel Jersey und wird von Mossack Fonseca verwaltet. Die Daimler-Richtlinie für integres Verhalten fordert dagegen unternehmerisches Handeln nach ethischen Grundsätzen, ein integres Geschäftsgebaren, sowie Transparenz und Verantwortungsbewusstsein. Wegen des Widerspruchs zu diesen strengen Compliance-Richtlinien wurde der Fall Rosberg aus den Panama-Papieren veröffentlicht.
Der ehemalige nordrhein-westfälische Finanzminister Helmut Linssen wurde mit den Panama Papers in Verbindung gebracht, der aber schon 2014 zurückgetreten war, als seine Offshore-Firma öffentlich bekannt wurde.
Im September 2017 wurde durch die Panama Papers und Recherchen der Süddeutschen Zeitung bekannt, dass der CSU-Politiker Eduard Lintner über Briefkastenfirmen mindestens 800.000 Euro aus Aserbaidschan erhalten hat und dieser wiederum hohe Summen an regimefreundliche Politiker in Deutschland und Belgien überwies.
Am 22. Juni 2018 wurde bekannt, dass ein Dutzend aktive oder ehemalige deutsche Honorarkonsuln an unerlaubten Offshore-Geschäften beteiligt waren. Einer der betroffenen Honorarkonsuln pflegte Kontakte zur Steuerkanzlei Mossack Fonseca und hat Briefkastenfirmen auf den Bahamas angelegt.

#### Ermittlungen von Polizei und Steuerfahndung
Seit Anfang August 2017 wertet eine Ermittlungsgruppe des Finanzamts Kassel II die Daten auf deutsche Bezüge aus. Die Gruppe arbeitet zusammen mit den Steuerverwaltungen mehrerer Bundesländer und dem Bundeskriminalamt (BKA). Rund 3,2 Terabyte und etwa 49 Millionen Dateien von über rund 271.000 Firmen weltweit mussten überprüft werden. Die Daten umfassen den Zeitraum der späten 1970er Jahre bis 2017.
Bis 2019 wurden 1522 deutsche und ausländische Firmen identifiziert und mehr als 257.000 Dokumente an Behörden im Inland und 32.000 über Offshore-Firmen an internationale Finanzbehörden weitergereicht. Rund 4,2 Millionen Euro an Steuermehreinnahmen wurden bis dahin nacherhoben. In rund 150 Fällen seien Steuerstrafverfahren eingeleitet worden, berichtete der hessische Finanzminister Thomas Schäfer.
Im Oktober 2020 wurden Gründer Mossack und sein früherer Geschäftspartner Mora zur weltweiten Fahndung ausgeschrieben, nachdem Haftbefehle durch das Amtsgericht Köln wegen des Vorwurfs der Beihilfe zur Steuerhinterziehung und Bildung einer kriminellen Vereinigung erlassen worden waren.

#### Reaktionen
Der ehemalige Bundesfinanzminister Peer Steinbrück bezeichnete die von ihm eingeführte Abgeltungssteuer auf Kapitalerträge von lediglich 25 Prozent als Fehler. Er tritt dafür ein, Kapitaleinkünfte künftig wieder der normalen Einkommensteuer zu unterwerfen. Er hoffe, dass durch die Veröffentlichung der Panama-Papiere der Druck auf die Politik wachse, gegen Steuerbetrug vorzugehen, da neun von zehn Briefkastenfirmen dem vorsätzlichen Steuerbetrug dienten. Der Schaden durch Steuerausfälle belaufe sich in den betrogenen Ländern auf annähernd 200 Milliarden Dollar pro Jahr. Steinbrück plädiert für eine Beweislastumkehr bei anonymen Briefkastenfirmen: „Das Finanzamt muss dem wirtschaftlich Begünstigten nicht nachweisen, dass das, was er tut, illegal ist.“ Für deutsche Banken schlug er eine Meldepflicht vor: „Kontaktaufnahmen und die Vermittlung von Geschäftsbeziehungen mit Briefkastenfirmen müssten unter Benennung von Ross und Reiter gemeldet werden.“
Der FDP-Politiker Wolfgang Kubicki erklärte, es gebe „auch immer wieder gute Gründe, anonym zu bleiben“. Straftaten müssten verfolgt werden, aber das Instrument der Briefkastenfirmen werde gebraucht. Gregor Gysi, Politiker der Linken, erklärte hingegen, dass Geldanlegen in Briefkastenfirmen verboten und die Steuerpflicht an die Staatsbürgerschaft gebunden werden solle.
Der frühere Finanzminister von Nordrhein-Westfalen, Norbert Walter-Borjans, rechnete mit mehr Selbstanzeigen von Steuerhinterziehern infolge der Berichterstattung zu den Panama Papers. Thomas Eigenthaler, Bundesvorsitzender der Deutschen Steuergewerkschaft bestätigte: „Jeder weiß doch, dass die den Medien vorliegenden Daten mit einer gewissen Wahrscheinlichkeit am Ende auch bei den Behörden landen. Darum ist mit weiteren Selbstanzeigen zu rechnen – und das werden eher größere Fische sein.“
Einen Monat nach den Enthüllungen gab die Bundesanstalt für Finanzdienstleistungsaufsicht (BaFin) eine genauere Kontrolle bei den Ermittlungen gegen Banken wegen des Skandals um die Panama Papers bekannt. Der Exekutivdirektor der Behörde, Raimund Röseler, gab bekannt, dass die BaFin von den beteiligten deutschen Instituten sämtliche Originaldokumente für die jeweiligen Transaktionen anfordern werde. Man wolle die Originale im Haus haben und sich nicht nur auf Wirtschaftsprüflinge verlassen. Im Falle der Panama-Papers trifft die genauere Kontrolle neun Banken: Commerzbank, Deutsche Bank, HypoVereinsbank, Berenberg, Sal. Oppenheim, BHF-Bank, HSBC Trinkaus & Burkhardt, BayernLB, Landesbank Baden-Württemberg, HSH Nordbank, DZ Bank sowie die Deutschland-Töchter von UBS und Credit Suisse. Zwar tauchten die Namen von insgesamt 13 deutschen Banken in den Panama Papers auf, doch nicht alle haben diese Vorwürfe gegenüber der BaFin bestätigt. Die geständigen Banken wurden von der BaFin aufgefordert, die Namen von 200.000 Personen und Firmen, die in den Panama Papers auftauchen, mit ihren Kundenlisten abzugleichen.

#### Strafverfahren und Steuernachzahlungen
Durch die Auswertung der „Panama Papers“ sind bis Februar 2021 bundesweit mehr als 38,4 Millionen Euro an zusätzlichen Steuereinnahmen erzielt worden. Dazu kommen weitere Einnahmen von gut 19 Millionen Euro aus der strafrechtlichen Verfolgung der Fälle. Hinzu kommen Steuermehreinnahmen von 14,5 Millionen Euro aus an das Ausland abgegebenen Datensätzen – insgesamt also rund 72 Millionen Euro. In rund 155 Fällen sind Steuerstrafverfahren eingeleitet oder laufende Verfahren durch neu gewonnene Erkenntnisse unterstützt worden. Sowohl in Deutschland als auch weltweit sind noch nicht alle Verfahren abgeschlossen. Die Mehreinnahmen für die öffentliche Hand dürften letztlich deutlich höher liegen. Bis zum Jahr 2023 waren allein in Baden-Württemberg 15,4 Millionen an Steuernachzahlungen angefallen, darüber hinaus Zinszahlungen und Strafzahlungen.

### El Salvador
Am 7. April schraubten Angestellte der Zweigstelle Mossack Fonseca in der Hauptstadt San Salvador ihr Firmenschild ab und verließen die Büros, darauf entschlossen sich die Behörden zu einer Razzia. Büroleiter Ruben Alonso Ventura befand sich außerhalb des Landes. Danach erklärte Generalstaatsanwalt Douglas Melendez in einer Presseerklärung, dass 20 Computer und Dokumente beschlagnahmt worden seien. Sieben Mitarbeiter wurden befragt, aber nicht verhaftet. Er rief alle Kanzleien in El Salvador, die mit Mossack Fonseca kooperieren, auf, sich bei der Staatsanwaltschaft zu melden.

### Europäische Union
Das Europaparlament gründete im September 2016 einen 65-köpfigen Untersuchungsausschuss zu den Enthüllungen mit einem einjährigen Mandat. Den Vorsitz führt der deutsche EVP-Abgeordnete Werner Langen, Ko-Berichterstatter sind der dänische S&D-Abgeordnete Jeppe Kofod und der tschechische ALDE-Abgeordnete Petr Ježek. Am 27. September 2016 wurden Frederik Obermaier von der Süddeutschen Zeitung und Kristof Clerix vom belgischen Nachrichtenmagazin Knack im Untersuchungsausschuss angehört.
Bei einem Abgleich der beiden Datensätze der Panama Papers mit einer Liste von 40.000 Personen und Unternehmen aus dem EU-Umfeld (EU-Kommissare, Europa-Abgeordnete, hochrangige EU-Beamte, Beamte, die über Ausgaben entscheiden, Auftragnehmer der EU und Empfänger von EU-Fördergeldern) wurden insgesamt 17 enthaltene Personen und Unternehmen dieser Gruppe festgestellt. Das Europäische Amt für Betrugsbekämpfung hat bisher (Stand Juni 2017) sechs Untersuchungsverfahren eröffnet. Weitere Verfahren könnten folgen. Mit Ausnahme von Neelie Kroes, ehemalige EU-Kommissarin für die Digitale Agenda, sind die Namen der Personen, gegen die ermittelt wird, nicht öffentlich. Von der Ehefrau des EU-Energiekommissars Miguel Arias Cañete ist bekannt, dass sie in den Panama Papers auftaucht.

### Frankreich
Die Tageszeitung Le Monde berichtet, die Großbank Société Générale habe 979 Firmen mit Hilfe von Mossack Fonseca gegründet und gehöre damit zu den wichtigsten Geschäftspartnern der Kanzlei. Diese Offshore-Geschäfte würden allerdings in keiner Bankveröffentlichung erwähnt – „in keiner Firmenmitteilung, keinem Jahresbericht“. Ihr Vorstand Frédéric Oudéa hatte 2012 bei einer Anhörung durch den Senat angegeben, seine Bank betreibe keinerlei Geschäfte dieser Art in Panama und anderen Steueroasen. Unmittelbar nach Bekanntwerden der Panama Papers-Affäre kündigte die Finanzstaatsanwaltschaft an, auf Basis der veröffentlichten Dokumente Ermittlungen gegen mögliche Steuerhinterzieher einzuleiten. Finanzermittler durchsuchten daraufhin in Paris die Geschäftsräume der Société Générale.
Le Monde brachte die rechtsextreme Partei Front National (FN) und deren Vorsitzende Marine Le Pen in einen Zusammenhang mit den Panama Papers und berichtete von einem „raffinierten, ausgeklügelten Offshore-System“, das der illegalen Wahlkampf-Finanzierung gedient habe. Geschäftsleute, die dem FN nahe stehen, sollen bei den letzten Präsidentschaftswahlen Scheinfirmen in Hongkong, Singapur und auf den Britischen Jungferninseln dazu genutzt haben, um 316.000 Euro auf Konten der Partei zu transferieren. Der Zweck dieser Transaktionen sei es gewesen, die französischen Geldwäschegesetze zu umgehen. Vertreter des FN weisen die Vorwürfe als eine gegen ihre Partei gerichtete Kampagne zurück.

### Island

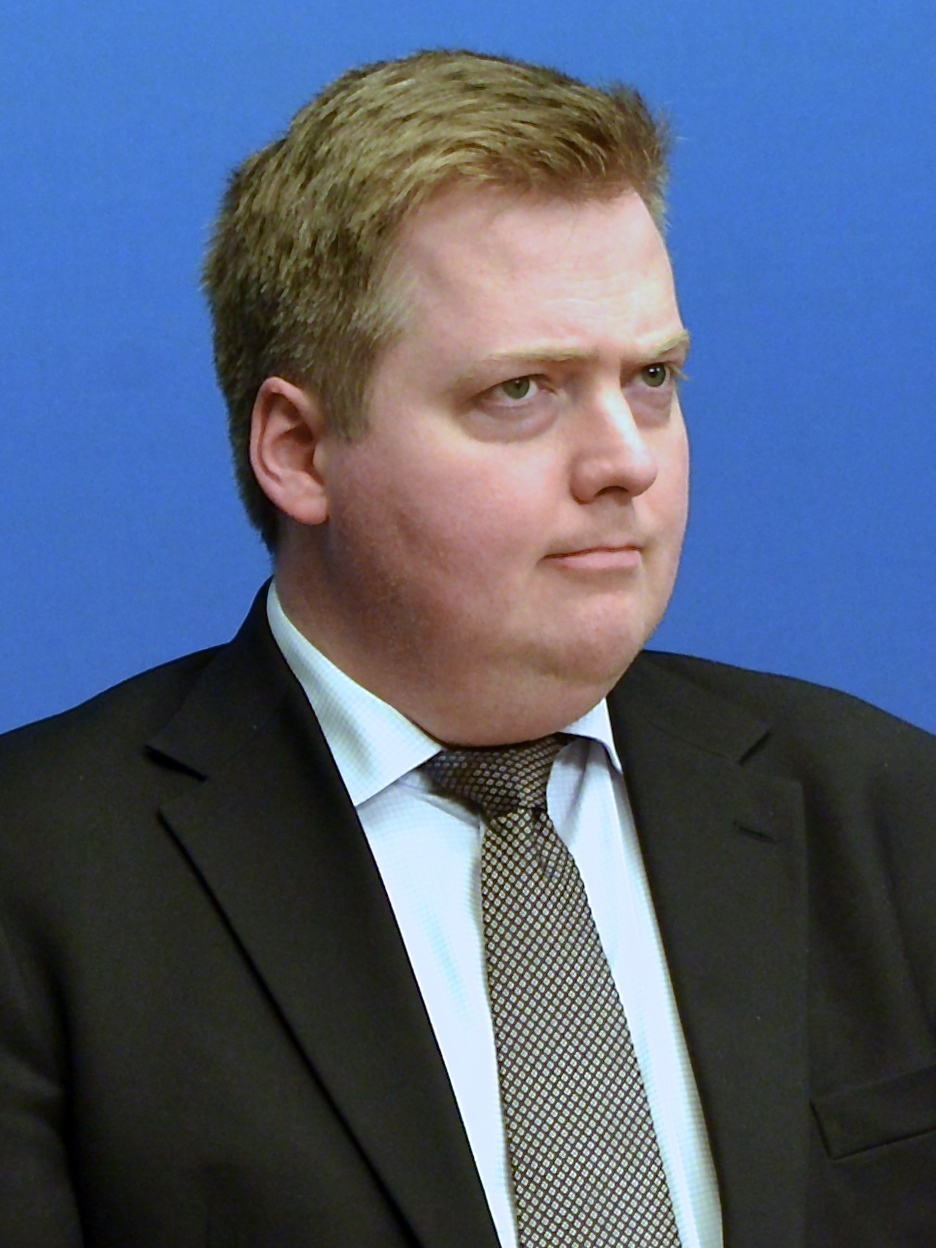
Sigmundur Davíð Gunnlaugsson (2014)

Durch die Panama Papers wurde bekannt, dass Ministerpräsident Sigmundur Davíð Gunnlaugsson von 2007 bis 2009 Miteigentümer der Briefkastenfirma Wintris Inc. war, die während der Finanzkrise in Island zu den Gläubigern der in Insolvenz gegangenen Finanzinstitute Landsbanki und Kaupthing Bank gehört hatte. Daraufhin demonstrierten zwei Tage lang Zehntausende vor dem Parlament in Reykjavík und forderten den Amtsverzicht des Regierungschefs. Am 6. April 2016 trat Sigmundur Davíð zurück. Als neuer Ministerpräsident wurde der bisherige Landwirtschaftsminister Sigurður Ingi Jóhannsson vereidigt.
Es gab (Stand 2. Mai 2016) fünf weitere Rücktritte, darunter der Geschäftsführer der Fortschrittspartei. Ólafur Ragnar Grímsson, Präsident Islands seit 1996, erklärte noch am 18. April 2016, doch für eine sechste Amtszeit zur Verfügung zu stehen. Kurz darauf wurde bekannt, dass Ólafur Ragnars Ehefrau Offshore-Konstrukte nutzte, woraufhin er am 9. Mai 2016 erklärte, nicht mehr zur Wiederwahl anzutreten.

### Luxemburg
Jean-Claude Juncker, ehemaliger Finanzminister und Ministerpräsident Luxemburgs und damaliger EU-Kommissionsvorsitzender wird in den Panama Papers erwähnt. Unter seiner Präsidentschaft soll das Land ein System für systematische Steuervermeidung zum Nachteil aller anderen europäischer Länder aufgebaut haben. Seine Regierung soll einen Gesetzesvorschlag zum Finanz-Datenaustausch blockiert und dann abgeschwächt haben, das mehr Transparenz bei Transaktionen bringen sollte. Ende Mai 2017 wurde Juncker von einem Untersuchungsausschuss des Europa-Parlaments unter anderem zu der Briefkasten-Affäre in Panama (Panama Papers) befragt.

### Malta
Als bislang einziges Regierungsmitglied eines EU-Landes wird der maltesische Gesundheits- und Energieminister Konrad Mizzi in den Panama Papers genannt. Er habe 2013, vier Monate nach seinem Amtsantritt, mithilfe von Mossack Fonseca mehrere Scheinfirmen gegründet, deren Nutznießer er und seine Frau seien. Aufgrund der Weigerung des sozialdemokratischen Premierministers Joseph Muscat, Mizzi zu entlassen, forderte Oppositionsführer Simon Busuttil den Rücktritt der gesamten Regierung. Später wurden weitere Korruptionsvorwürfe auch gegen Muscat selbst und seinen Stabschef Kenneth Schembri laut.
Die Verwicklung Mizzis, Schembris und Muscats in die Affäre waren zuerst von der Journalistin Daphne Caruana Galizia aufgedeckt worden. Ohne selbst Mitglied des internationalen Rechercheteams zu sein oder Zugang zu den geleakten Papieren zu haben, recherchierte sie innerhalb Maltas. In ihrem Blog brachte sie im Frühjahr 2017 an die Öffentlichkeit, dass auch Michelle Muscat, die Ehefrau des Premierministers eine Offshore-Firma in Panama besaß. Dies zwang den Premierminister dazu, vorzeitig Neuwahlen anzusetzen, die seine Partei am 3. Juni erneut gewann. Am 16. Oktober 2017 wurde Daphne Caruana Galizia durch eine Autobombe getötet.

### Monaco

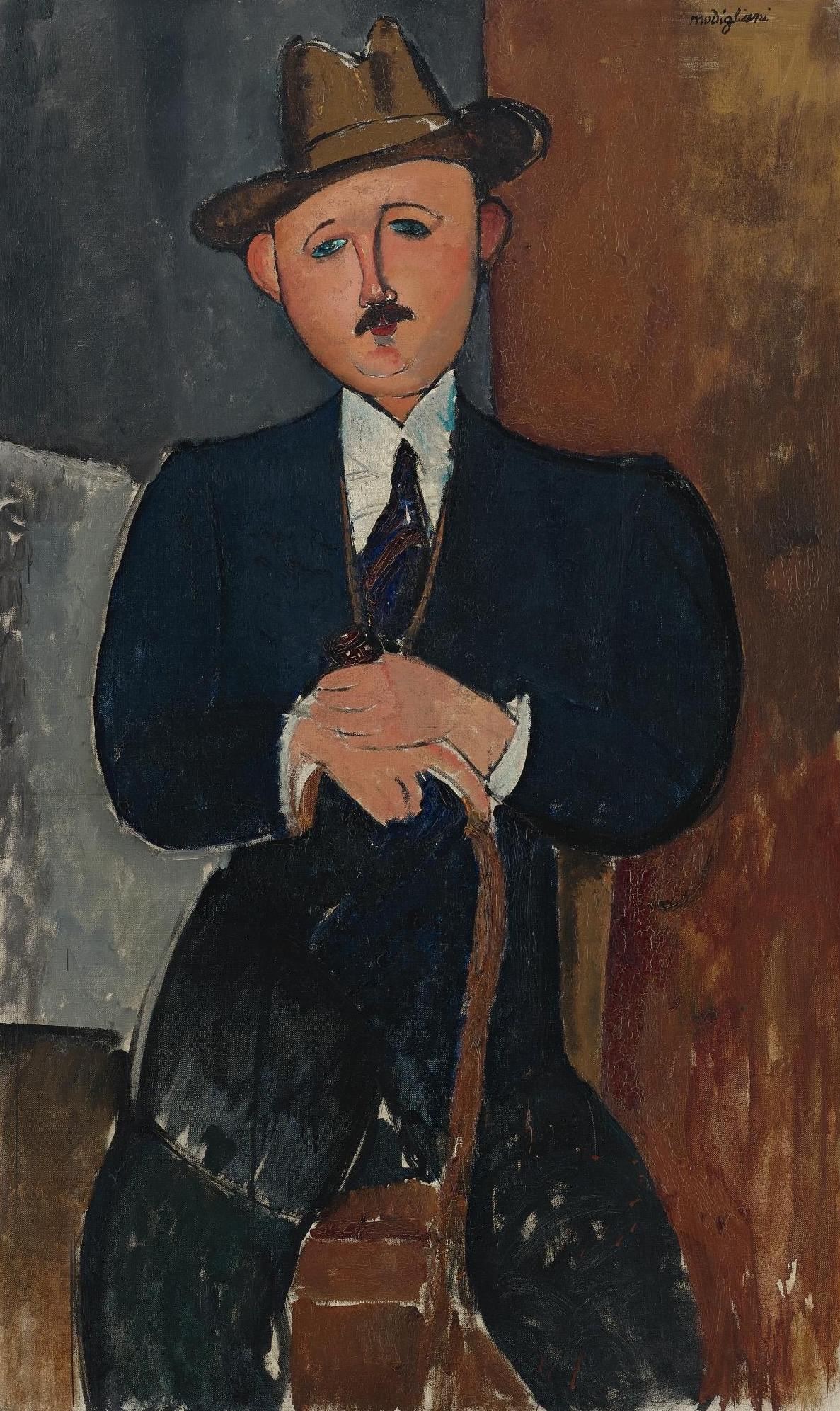
Amedeo Modigliani: Sitzender Mann (aufgestützt auf einen Stock), 1918

Die Panama Papers legen nahe, dass Briefkastenfirmen auch dazu genutzt werden, den Besitz von NS-Raubkunst zu verschleiern. Ausweislich der Panama Papers verbarg sich hinter der Offshore-Firma „International Art Center“ (IAC) der milliardenschwere, in Monaco ansässige Kunstinvestor David Nahmad. Er ist der Patriarch einer verzweigten Händlerdynastie, dessen Familie in New York und London Galerien besitzt. Er sei, entgegen den bisherigen Behauptungen, im Besitz des Modigliani-Gemäldes „Homme assis appuyé sur une canne“ aus dem Jahre 1918, das Gegenstand eines alten Rechtsstreits ist.
Das Gemälde war Eigentum des jüdischen Kunsthändlers Oscar Stettiner, dem es während der Nazi-Herrschaft geraubt und kurz vor der Befreiung von Paris zwangsversteigert wurde. Er versuchte noch 1946 ein Verfahren anzustoßen, um es zurückzubekommen, aber verstarb 1948. Das Gemälde tauchte erst wieder 1996 bei einer Versteigerung des Auktionshauses Christie’s in London auf, bei der die IAC es kaufte. Der Erbe des Bildes versuchte es vergeblich zurückzubekommen und musste in New York auf Restitution von Raubkunst des inzwischen auf bis 25 Millionen Dollar taxierten Bildes klagen. Zwei Rückgabeprozesse hatte David Nahmad für sich entscheiden können, er konnte noch behaupten das Bild nicht zu besitzen, Gerichtsunterlagen unterschrieben stets nur die Scheindirektoren von Mossack Fonseca. Zuletzt entschied im September 2015 ein Richter in New York, dass der Prozess nicht fortgeführt werden könne, weil entsprechende Unterlagen an die IAC nicht zugestellt werden konnten. Am 12. April 2016 beschlagnahmte die Genfer Staatsanwaltschaft das Modigliani-Gemälde im Genfer Zollfreilager, wo es seit Jahren lagerte. Im größten und ältesten Freihafen der Welt liegen allein 1,2 Millionen Kunstwerke und drei Millionen Flaschen Wein. Die im Kunstbetrieb üblichen Versteckspiele mit anonymen Briefkastenfirmen schaden nicht nur den Erben in der NS-Zeit enteigneter Juden. Sie erleichtern auch den globalen Handel mit illegalen Kulturgütern, etwa bei Plünderungen antiker Schätze, Museumsdiebstählen, Raubgrabungen, Fälschungen und Fehlzuschreibungen. Die Herkunft wird bis zur Unkenntlichkeit verschleiert und Objekte bleiben in Freihäfen, bis sie wieder handelbar erscheinen.

### Niederlande
Am 6. April 2016 meldete die Zeitung Het Financieele Dagblad, dass der Name von Bert Meerstadt, ein Aufsichtsrat der seit der Finanzkrise von 2008 verstaatlichten Bank ABN Amro, in den Panama Papers auftaucht. Danach weisen Unterlagen aus dem Jahr 2001 ihn als Gründungsgesellschafter der Briefkastenfirma Morclan Corporation aus, die zunächst auf den Britischen Jungferninseln, später auf Guernsey registriert war. Am 7. April 2016 trat Meerstadt von seinem Aufsichtsratsposten zurück.

### Österreich
Laut dem ORF und dem Wochenmagazin Falter, die zu den Medien gehören, die im Fall der Panama Papers recherchieren, sind viele mittelständische Unternehmen des Landes in den Daten von Mossack Fonseca zu finden. Zudem halfen Wiener Banken insbesondere osteuropäischen Politikern und Oligarchen dabei, in Offshore-Firmen ausgelagerte Geldmittel zu nutzen. Namentlich werden in diesem Zusammenhang die Raiffeisen Bankengruppe sowie die Hypo Vorarlberg Bank genannt, die zu 76 Prozent dem Land Vorarlberg gehört. Nach einer Sitzung des Kontrollausschusses des Landtags am 7. April 2016 gab die Hypo Vorarlberg bekannt, dass Vorstandsvorsitzender Michael Grahammer das Unternehmen verlässt.

### Pakistan
Am 28. Juli 2017 enthob der Oberste Gerichtshof von Pakistan Premierminister Nawaz Sharif wegen Korruptionsvorwürfen im Zusammenhang mit den Panama Papers seines Amtes. 2016 war bekannt geworden, dass drei seiner Kinder Offshore-Firmen über Mossack Fonseca gegründet hatten. Am 20. April 2017 entschied der pakistanische Supreme Court zunächst, dass nicht genügend Beweise für eine Verurteilung vorlägen. Deshalb wurde ein spezielles Ermittlerteam eingesetzt, das am 10. Juli 2017 seine Ergebnisse vorlegte. Sein Bericht stellte fest, dass Sharifs Kinder widersprüchliche Angaben gemacht hatten. Zusätzlich legte Maryam Safdar, die Tochter Nawaz Sharifs, dem Gericht gefälschte Dokumente vor. Zum Vorwurf der Geldwäsche kam nun auch der der Urkundenfälschung. Da auch Nawaz Sharif selbst falsche und lückenhafte Angaben über seine Vermögensverhältnisse gemacht hatte, kam es zur Amtsenthebung.

### Russland
Die Panama Papers zeigen, dass enge Vertraute des russischen Präsidenten Wladimir Putin offenbar über zwei Milliarden Dollar durch Briefkastenfirmen geschleust und dabei Hunderte Millionen Dollar außer Landes geschafft haben. Als Schlüsselperson wird der Musiker Sergei Roldugin angeführt, von welchem einschlägige Dokumente veröffentlicht wurden.
Schon im Vorfeld der Veröffentlichungen hatte Putins Pressesprecher Dmitri Peskow im kremleigenen Nachrichtenportal Sputnik News die bevorstehenden Enthüllungen als „internationale Medienattacke“ eingestuft: Es werde versucht, Putins Familie „informationsseitig zu treffen“. Zudem würden dessen „Freunde aus der Kindheit erwähnt werden – Unternehmer wie Juri Kowaltschuk, Arkadi Rotenberg, Boris Rotenberg und andere.“ Darüber hinaus behauptete Peskow, viele der beteiligten Journalisten des ICIJ seien Ex-Mitarbeiter des US-Außenministeriums, der CIA und anderer Geheimdienste.
Laut Schweizer Radio und Fernsehen (SRF) und der Neuen Zürcher Zeitung (NZZ) werden Berichte über die Panama Papers in Russland heruntergespielt und von inländischen Medien zensiert. Die Zeit berichtet, die meisten Russen erführen nichts über die Vorwürfe gegen ihren Staatschef. Das Fernsehen verschweige das Thema.
Wladimir Putin äußerte sich am 7. April 2016 erstmals selbst zu der Affäre. Auch er sieht die Panama Papers als Versuch, von außen Unfrieden in Russland zu stiften. Die Journalisten hätten lediglich seine Freunde und Bekannten ausfindig gemacht, denen jedoch nichts vorzuwerfen sei. Da sein Name nicht in den Unterlagen vorkomme, gebe es auch keinen Diskussionsbedarf.
Erneut bestritt Putin am 14. April im Rahmen seiner alljährlichen Bürgersprechstunde jede Verwicklung in Geschäfte, die in den Panama Papers dokumentiert sind: Er bestätigte in dieser Frage-Sendung des russischen Staatsfernsehens, dass die in den Papieren dargelegten Sachverhalte bezüglich Sergei Roldugin zuträfen. Es gebe jedoch kein Fehlverhalten des Musikers, denn ein beträchtlicher Teil der genannten zwei Milliarden Dollar sei zum Kauf historischer Musikinstrumente aufgewendet worden, die Roldugin dem Staat spenden wolle.
In derselben Sendung behauptete Putin, dass die Süddeutsche Zeitung (SZ) dem US-Finanzdienstleister Goldman Sachs gehöre: „Ich habe meinen Sprecher gefragt, wo die Unterlagen zuerst veröffentlicht wurden.“ Die SZ sei „Teil einer Medienholding, die wiederum dem amerikanischen Unternehmen Goldman Sachs gehört. Überall schauen die Ohren heraus, aber sie werden nicht einmal rot.“ Am Folgetag bat der Kremlsprecher die SZ um Entschuldigung und nannte seine Angabe einen Fehler, da er die Behauptung ungeprüft an den Präsidenten gegeben habe.
In Russland gab es im Verlauf dreier Jahre seit Erscheinen der Papiere keine Strafverfahren. Roman Shleynov, der Regionaldirektor der internationalen Journalistenorganisation OCCRP, nannte dies ein „politisches, nicht verfahrensrechtliches“ Problem, entgegen der von der Staatsanwaltschaft mit „Verfahrensproblemen“ begründeten Haltung. Es fehle trotz aller offener Fragen schlicht der politische Wille.

### Schweiz
Das Bundesamt für Polizei in der Schweiz durchsuchte am 6. April 2016 die Zentrale der Vereinigung Europäischer Fußballverbände (UEFA) in Nyon. Zuvor war durch die Panama Papers bekannt geworden, dass es Verträge zwischen der UEFA und der Briefkastenfirma Cross Trading der Sportrechtehändler Hugo und Mariano Jinkis gebe. Unterschrieben habe die Verträge der frühere UEFA-Schatzmeister und jetzige FIFA-Präsident Gianni Infantino. Die Bundesanwaltschaft ermittelt wegen des „Verdachts der ungetreuen Geschäftsbesorgung und eventuell der Veruntreuung“ in einem Strafverfahren gegen unbekannt.
Der Genfer Generalstaatsanwalt hat, ohne Details zu nennen, bekannt gegeben, dass er bezüglich der Panama Papers ein Verfahren eröffnen wird.

### Spanien
Die Witwe des Unternehmers Thyssen-Bornemisza, Carmen Cervera, nutzt eine auf den südpazifischen Cook-Inseln registrierte Firma, um über Auktionshäuser wie Sotheby’s und Christie’s Kunstwerke im Millionenwert zu kaufen. Ihr Anwalt bestätigte das Arrangement auf Anfrage des ICIJ: Es gebe der Baronin beim globalen Kunsttransport „maximale Flexibilität“.
Der spanische Industrieminister José Manuel Soria trat am 15. April 2016 wegen der Enthüllungen zu seiner Person mit sofortiger Wirkung zurück. Damit wolle er Schaden von der geschäftsführenden Regierung abwenden und die Bildung einer neuen Koalition nicht zusätzlich erschweren. Ihm werden Verbindungen zu Offshore-Firmen vorgeworfen.

### Uruguay

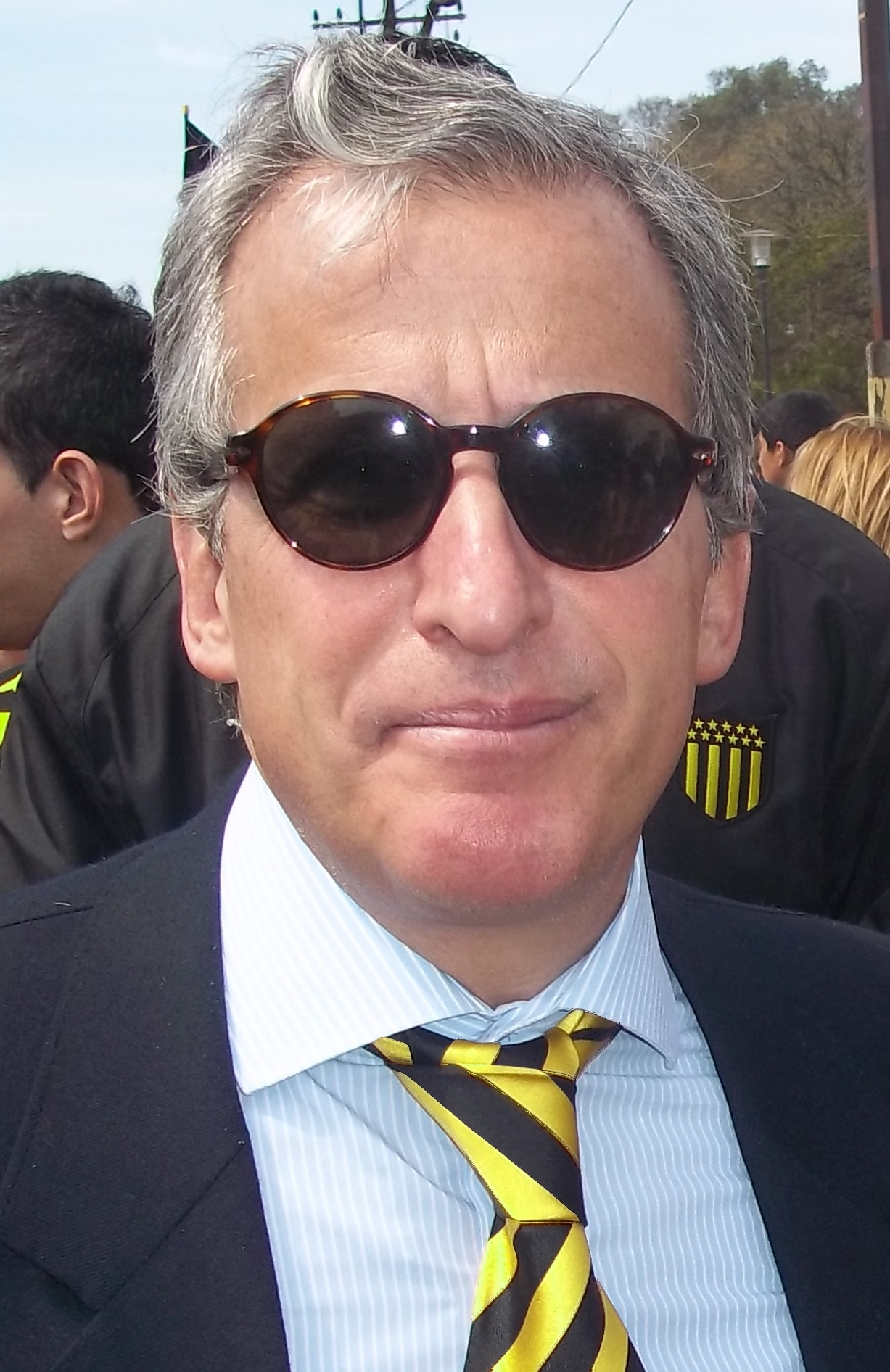
Juan Pedro Damiani (2011)

Die Rechtsanwaltskanzlei von Juan Pedro Damiani, einem Mitbegründer der FIFA-Ethikkommission, gehört laut Panama Papers zu den größten Klienten von Mossack Fonseca. Sie verwaltet rund 400 Briefkastenfirmen, die mit Hilfe des panamaischen Unternehmens gegründet wurden, darunter drei Offshore-Firmen mit dem Namen Cross Trading in Niue, auf den Seychellen und im US-Bundesstaat Nevada. Zu den Inhabern der von Damianis Kanzlei verwalteten Firmen gehören ausweislich der Panama Papers der ehemalige FIFA-Vizepräsident Eugenio Figueredo sowie die beiden argentinischen Sportvermarkter Hugo und Mariano Jinkis. Sie sind Hauptbeschuldigte in den US-amerikanischen FIFA-Ermittlungen. Am 6. April 2016 erklärte Damiani seinen Rücktritt aus der FIFA-Ethik-Kommission.

### Tschechien
Das Tschechische Zentrum für investigativen Journalismus gibt an, in 250.000 Dokumenten der Panama Papers seien auch 283 Namen tschechischer Bürger zu finden. Deren Briefkastenfirmen befänden sich überwiegend auf den Seychellen, gefolgt von den Jungferninseln, den Bahamas, Panama und Samoa. Der tschechische Ministerpräsident Bohuslav Sobotka äußerte sich positiv über die Enthüllungen: „Die Panama Papers machen einmal mehr deutlich, wie sehr das Karussell von Offshore-Firmen und Steuerparadiesen eine Verhöhnung aller Menschen ist, die ehrlich arbeiten und Steuern zahlen“.

### Vereinigte Staaten
Die Reporter der Zeitungsgruppe McClatchy entdeckten in der Datenbank der Panama Papers die Kopien von mindestens 200 US-Pässen, und 3500 Anteilseigner von Offshore-Firmen haben US-Wohnanschriften. Knapp 3100 Gesellschaften in Steuerparadiesen weisen Spuren zu Anwälten und Finanzexperten in Miami, New York und anderen US-Städten auf. Mindestens vier US-Bürger, für die Mossack Fonseca Briefkastenfirmen gründeten, sind bereits von der US-Justiz wegen schwerer Finanzkriminalität verurteilt oder angeklagt. Diese vergleichsweise niedrige Zahl wird damit erklärt, dass die US-Bundesstaaten Nevada, Delaware, South Dakota und Wyoming selbst Steueroasen sind. Auch Mossack Fonseca hat Dependancen in Reno, Nevada und Wyoming. Zudem liegen in der Nähe der USA einige englischsprachige Steuerparadiese wie die Cayman-Inseln und die Bahamas.
Während die Präsidentschaftskandidatin Hillary Clinton im Wahlkampf zunächst die versteckten Finanzgeschäfte, die durch die Panama Papers ans Licht kamen, als „empörende Steueroasen und Hintertürchen zum Nutzen der Superreichen weltweit“ verurteilte, erreichte sie die Affäre am 16. April 2016 durch eine Auswertung der Panama Papers durch die Zeitungsgruppe McClatchy. Diese zeigte, dass diverse Weggefährten, Geldgeber und Angestellte von Hillary und Bill Clinton Briefkastenfirmen über die Mossack Fonseca unterhalten, teils über Jahrzehnte.
Mit dabei ist Gabrielle Fialkoff, im Jahr 2000 Finanzdirektorin in Hillary Clintons Team bei der Wahl zur Senatorin für den Bundesstaat New York. Fialkoff ist zusammen mit ihrem Bruder und ihrem verstorbenen Vater als Anteilseignerin der im Juni 2012 gegründeten Offshore-Firma „UPAC Holdings Limited“ auf den Britischen Jungferninseln eingetragen.
Zu den Clinton-Finanziers gehören unter anderem der kanadischen Bergwerksmilliardär Frank Giustra, der im Mai 2005 als Klient von Mossack Fonseca die „UrAsia Energy Limited“ auf den Britischen Jungferninseln registrieren ließ. Die Firma hatte 2005 Schürfrechte für Uran in Kasachstan für 500 Millionen US-Dollar erworben. Vor Abschluss des Deals war Bill Clinton zusammen mit Giustra im Privatjet nach Almaty geflogen, wo beide mit dem kasachischen Präsidenten Nursultan Nasarbajew speisten. Ein Jahr später spendete Giustra 30 Millionen Dollar an die Clinton-Foundation. Das Uranvorkommen war ergiebig, insgesamt spendete Giustra etwa 100 Millionen Dollar an die Stiftung.
Ein anderer bekannter Clinton-Vertrauter, der in den Panama-Papers auftaucht, ist Marc Rich, der 1983 vor den US-Behörden in die Schweiz flüchtete. Rich hatte trotz Sanktionen Waffengeschäfte mit dem Iran und Ölgeschäfte mit dem Apartheids-Regime in Südafrika getätigt, über die 1992 durch Mossack Fonseca in den Bahamas gegründeten „Industrial Petroleum Limited“. Die Firma wurde 2001 durch die Schweizer Firma „Glencore International“ deaktiviert. Seine Frau, Denise Rich, spendete 450.000 Dollar an Clintons Präsidentenbibliothek in dessen Heimatort Little Rock – kurz bevor Bill Clinton, in einer der letzten Amtshandlungen, die Begnadigung von Marc Rich entschied. Auch der russische Investor Sergei Kurzin ist in den Papieren zu finden, als Direktor mehrerer Ölfirmen sowie Partner von Giustra bei „UrAsia Energy Limited“. Er arbeitete auch mit Marc Rich zusammen im Bereich der ehemaligen Sowjetunion. Kurzin spendete der Clinton-Foundation mindestens 50.000 Dollar. In einem Forbes-Interview im Jahr 2009 prahlte er mit einer Spende über eine Million Dollar.
Anfang Mai 2016 gab US-Präsident Barack Obama bekannt, dass er mittels Executive Order eine Reihe neuer Maßnahmen zur Steigerung der Transparenz erlassen werde.

### Vereinigtes Königreich
Der damalige britische Premierminister David Cameron hat sich 2013 dafür eingesetzt, Investmentgesellschaften in Bezug auf Geldwäsche-Regelungen anders zu behandeln als andere Firmen. Aus den Panama Papers geht hervor, dass sein verstorbener Vater Ian Donald Cameron 30 Jahre lang Direktor der Briefkastenfirma Blairmore Investment Trust war, deren Zweck darin bestand, Steuerzahlungen in Großbritannien zu vermeiden. David Cameron besaß nach eigenen Angaben zusammen mit seiner Ehefrau Anteile im Wert von 30.000 Pfund (ca. 37.000 Euro) an diesem Trust. Er habe sie jedoch 2010, bevor er Premierminister wurde, verkauft und den Erlös versteuert. Die Labour-Opposition forderte seinen Rücktritt und auch die britische konservative Presse kritisierte Camerons Aussagestrategien bezüglich seiner Beteiligung an der Briefkastenfirma. Eine Petition an das britische Parlament, noch 2016 Neuwahlen abzuhalten, hat mittlerweile (Stand: April 2016) über 120.000 Unterschriften, und muss damit von der Regierung sowohl beantwortet als auch zur Parlamentsdebatte vorgeschlagen werden. Ende 2016 wurden insgesamt 43 wohlhabende Personen untersucht. Gegen 22 von ihnen wurden Ermittlungen aufgenommen, es konnten Verbindungen zu acht laufenden Ermittlungen geschlossen werden. Außerdem wurden neun Personen untersucht, die gewerblich die Steuervermeidung begleiteten.

### Weitere Reaktionen
Kurz nach den Enthüllungen veröffentlichte der Guardian ein anonymes Interview mit der Person, die die Daten ursprünglich der Süddeutschen Zeitung zugespielt hatte. Sie nannte Edward Snowden als Vorbild und bezog sich auf die Strafverfolgung von Enthüllern wie Antoine Deltour. Sie erklärte sich bereit, so weit wie möglich mit den Strafverfolgungsbehörden zusammenzuarbeiten.
300 renommierte Wirtschaftswissenschaftler aus 30 Ländern forderten die Abschaffung von Steueroasen, da diese keinen sinnvollen ökonomischen Zweck erfüllten und keinen Beitrag zum allgemeinen globalen Wohlstand leisteten. Sie wandten sich im Vorfeld des Londoner Antikorruptionsgipfels in einem Schreiben an die Staatschefs der führenden Wirtschaftsnationen und kritisierten deren zögerliches Vorgehen gegen Steueroasen, da die Vergünstigungen nur den Reichen dienten und Einkommensunterschiede vergrößerten. Die Rechtsstaatlichkeit werde dadurch unterwandert, dass für Großkonzerne und Reiche ein anderes Steuerrecht gelte als für die meisten einfachen Steuerzahler. Die Forscher bezogen sich ausdrücklich auf Enthüllungen der Panama Papers, um ihren Punkt zu unterstreichen, dass es auch keine ökonomische Rechtfertigung für Steueroasen und deren Geheimhaltung gebe. Mit dem Brief sollte Druck auf die Teilnehmer der von der britischen Regierung initiierten Konferenz gemacht werden. London sei dafür prädestiniert, mit gutem Vorbild voranzugehen, da Großbritannien über rund einen Drittel aller Steueroasen die Kontrolle ausübe – damit sprachen sie die britischen Überseegebiete wie die Jungferninseln und Kronbesitzungen wie Guernsey und Jersey direkt an. Die Rhetorik der Politik entspräche nicht den Taten, denn Großbritannien verlange von den Überseegebieten und Kronbesitzungen nicht, dass die für die Behörden verfügbaren Firmenregister auch öffentlich einsehbar sind. Es wurde auch kritisiert, dass eine Selbstdeklaration ohne Überprüfung öffentliche Register hintertreibe. Enthüllungen wie die Panama Papers zeigten auf, dass die Anonymität von Steueroasen Korruption fördere und zur Konsequenz habe, dass zu geringe Steuereinnahmen eingetrieben werden könnten. Davon betroffen seien grundsätzlich alle Staaten, doch am stärksten würden die ärmsten Regionen der Welt darunter leiden. Die Ökonomen beziffern das weltweite Steuervolumen, das durch solche Praktiken verloren geht, auf 150 Milliarden Euro (170 Milliarden Dollar) jährlich. In dem Brief wurden zwei Maßnahmen genannt, um gegen den Missbrauch von Briefkastenfirmen vorzugehen: Konzerne sollen auf globaler Ebene verpflichtet werden, öffentlich aufzuschlüsseln, wo sie wie viele Steuern bezahlen, und öffentliche Register sollen die wirtschaftlich Begünstigten jedes Unternehmens aufzeigen.
Der Publizist und ehemalige britische Botschafter Craig Murray warf dem ICIJ-Netzwerk selektiven, einseitigen Journalismus vor und kritisierte, dass es vollständig vom US-amerikanischen Center for Public Integrity finanziert und organisiert werde. Dort seien u. a. Financiers wie Ford Foundation, Carnegie Endowment, Rockefeller Family Fund, W K Kellogg Foundation und die Open Society Foundations des US-Investors George Soros zu finden. Murray bezeichnet es als Fehler, dass die Primärdaten westlichen Medienunternehmen gegeben worden seien und nicht der Enthüllungsplattform WikiLeaks. Die Medien hätten die Daten nur bereinigt öffentlich zugänglich gemacht.

## Auszeichnung für kritischen Journalismus
Für ihre Rolle bei der Veröffentlichung der Panama Papers bekamen Frederik Obermaier und Bastian Obermayer (beide Süddeutsche Zeitung) im Oktober 2016 den Otto-Brenner-Preis 2016 für kritischen Journalismus.
Im April 2017 erhielt der ICIJ den Pulitzer-Preis für Hintergrundberichterstattung. Da die bedeutende Auszeichnung nur an US-amerikanische Journalisten verliehen wird, ehrte der Laudator Mike Pride bei der Übergabe alle international beteiligten Medien und Journalisten.
Anfang 2022 wurden die von der Süddeutschen Zeitung initiierten Recherchen zu den Panama Papers bei den British Journalism Awards zur „Recherche des Jahrzehnts“ gekürt worden. Die 2016 veröffentlichten Enthüllungen, an denen 100 Medien aus aller Welt – darunter auch der Guardian und die BBC in Großbritannien – beteiligt waren, hätten „Licht in einige der dunkelsten Ecken der internationalen Finanzwelt gebracht“.

## Filme
Die ARD veröffentlichte 2016 zeitgleich mit den anderen internationalen Medien den Dokumentarfilm Panama Papers: Im Schattenreich der Offshorefirmen. Dieser Film gewann 2017 den deutschen Fernsehpreis in der Kategorie „Beste Information“.
Unter der Regie von Steven Soderbergh wurde 2019 der Spielfilm Die Geldwäscherei veröffentlicht. Hierin werden die Ereignisse um Jürgen Mossack und Ramón Fonseca dargestellt.